# Makati
Makati (offiziell englisch City of Makati, Tagalog Lungsod ng Makati) ist eine Großstadt auf den Philippinen. Sie liegt im Zentrum der Hauptstadtregion Metro Manila und hat 582.602 Einwohner (Zensus 1. August 2015). Makati wird als das Wirtschafts- und Finanzzentrum der Philippinen betrachtet. Neben den beiden philippinischen Wertpapierbörsen Philippine Stock Exchange (PSE) und Philippine Dealing Exchange (PDEx) sind hier viele Kreditinstitute wie beispielsweise die Metrobank, und weitere Unternehmen angesiedelt. Auch die Botschaften Deutschlands, Österreichs und der Schweiz befinden sich in Makati. In der Gemeinde befindet sich der FEU-Makati Campus der Far Eastern University.
Die nördliche Grenze Makatis bildet der Fluss Pasig, mit der Stadt Mandaluyong am gegenüberliegenden Flussufer. Gegen Osten grenzt Makati an Pasig sowie die Gemeinde Pateros, und weiter Richtung Süden und Westen schließen die Städte Taguig, Pasay und Manila den Kreis.
Der Name Makati findet seinen Ursprung in dem Wort kati, dem tagalischen Wort für Gezeiten, und bezieht sich auf die wechselnden Tiden im angrenzenden Pasig-Fluss. Bereits im 12. Jahrhundert war die Gegend von Malaien bewohnt, eine Ausweitung der Besiedelung fand jedoch erst unter spanischem Einfluss ab dem 16. Jahrhundert statt. Während der spanischen Ära wurde die Stadt zeitweise San Pedro de Macati genannt.
Die heutigen Hauptstraßen Ayala Avenue und Paseo de Roxas bildeten bis 1948 die Landebahnen des Flughafens „Nielson Field“, bevor der Flughafen Manilas nach Parañaque verlegt wurde.

## Barangays
Die Stadt Makati ist politisch in 33 Barangays unterteilt.
- Bangkal
- Bel-Air
- Cembo
- Comembo
- Carmona
- Dasmari
- East Rembo
- Forbes Park
- Guadalupe Nuevo
- Guadalupe Viejo
- Kasilawan
- La Paz
- Magallanes
- Olympia
- Palanan
- Pembo
- Pinagkaisahan
- Pio Del Pilar
- Pitogo
- Poblacion
- Post Proper Northside
- Post Proper Southside
- San Antonio
- San Isidro
- San Lorenzo
- Santa Cruz
- Singkamas
- South Cembo
- Tejeros
- Urdaneta
- Valenzuela
- West Rembo
- Rizal 5

## Persönlichkeiten
- Jejomar Binay (* 1942), philippinischer Politiker und langjähriger Bürgermeister von Makati
- Nancy Binay (* 1973), Politikerin
- Sandro Reyes (* 2003), philippinisch-spanischer Fußballspieler